# 恆嬪
恆嬪（19世纪？—1876年6月27日），蔡佳氏。道光帝之嬪。

## 生平
生年不詳，生辰則為二月二十四日。道光十四年（1834年）三月，宜貴人入宮。
道光十六年十月初十日，总管梁保请皇后、静贵妃、佳嫔、常贵人、成贵人、祥贵人、琳贵人、宜常在等人，从湛静斋马头坐船，由春和镇至秀清村马头乘轿，过南楼门，至松风萝月马头坐船，至敷春堂，诣皇太后前递如意毕，乘轿至迎挥殿东配殿等候。由此可見，在該日期以前，宜貴人已降為宜常在。
道光十八年八月十三日，續降蔡答應。道光三十年正月，咸丰帝晉其為皇考蔡常在。《爱新觉罗宗谱·星源集庆》记“初充答应，道光三十年正月，晋称常在”。九月，敬事房交出寿三所蔡常在下，患瘟痰之疾出宫女子一名。同年十二月，敬事房交出寿三所蔡常在下，患病出宫女子一名。
咸豐十年十二月二十九日，咸丰帝对先帝妃嫔进行年节赏赐的记录看，当时得到赏赐的道光帝嫔妃有琳贵太妃、成嫔、彤嫔、祥嫔和蔡常在五位。此时，咸丰帝因为英法联军攻入北京而逃到热河。出逃時只能带上了以上五位先帝嫔妃，其他人都只能留在北京。咸豐十一年（1861年）十月，剛登極的同治帝晉尊為皇祖蔡貴人。
同治十三年十一月，光绪帝再尊其為皇祖恆嬪。
光绪二年閏五月六日薨逝，暂安田村。光緒三年三月，由内务府大臣将慕東陵內已葬妃嫔葬位和空葬位绘出图来，呈给皇帝，然后由皇帝欽定穴位。隨後奉旨：“彤贵妃著在李贵人之右。恆嫔著在睦答應之右。”同年九月初三日寅时，奉移慕东陵西配殿，九月初八日巳时，奉安慕东陵。